# Arctostaphylos myrtifolia
Arctostaphylos myrtifolia är en ljungväxtart som beskrevs av Charles Christopher Parry. Arctostaphylos myrtifolia ingår i släktet mjölonsläktet, och familjen ljungväxter. Inga underarter finns listade i Catalogue of Life.